# Actitis
Actitis – rodzaj ptaków z podrodziny brodźców (Tringinae) w rodzinie bekasowatych (Scolopacidae).

## Zasięg występowania
Rodzaj obejmuje gatunki występujące w Eurazji i Ameryce Północnej, zimą także w Afryce, Australazji i Ameryce Południowej.

## Morfologia
Długość ciała 18–21 cm, rozpiętość skrzydeł 37–41 cm; masa ciała 19–93 g; samice są średnio nieco większe i cięższe od samców.

## Systematyka

### Etymologia
- Actitis (Atites, Actitus): gr. ακτιτης aktitēs „mieszkaniec wybrzeża”, od ακτη aktē, ακτης aktēs „wybrzeże”; ιζω izō „siedzieć”[9].
- Tringoides (Trygoides, Tryngodes): rodzaj Tringa Linnaeus, 1758 (brodziec); gr. -οιδης -oidēs „przypominający”[10]. Gatunek typowy: Tringa macularia Linnaeus, 1766.
- Guinetta: wł. nazwa Grinetta dla jakiegoś małego ptaka wodnego, na przykład bekasa lub kureczki[11]. Gatunek typowy: Tringa hypoleucos Linnaeus, 1758.

### Podział systematyczny
Do rodzaju należą następujące gatunki:
- Actitis hypoleucos (Linnaeus, 1758) – brodziec piskliwy
- Actitis macularius (Linnaeus, 1766) – brodziec plamisty